# Gustaf Lunell

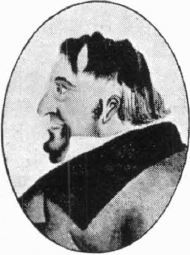
Gustaf Lunell.

Gustaf Lunell, född 9 augusti 1781 i Kalmar, död 22 oktober 1838 i Härnösand, var en svensk läkare. 
Lunell blev student vid Uppsala universitet 1798, avlade hovrättsexamen 1799, blev medicine kandidat 1804, medicine licentiat 1805, medicine doktor 1806 och kirurgie magister 1811. Han blev tillförordnad provinsialmedikus i Stockholms läns norra del 1805 och ordinarie provinsialmedikus där 1807, var tillika läkare vid kurhuset i Norrtälje, fältläkare vid Arméns sjukhus i Norrtälje under kriget 1808–1809, tilldelades assessors namn, heder och värdighet 1810 samt var lektor i matematik och medicin vid Härnösands gymnasium från 1812.